# Jamesburg
Jamesburg est un borough du comté de Middlesex au New Jersey.

## Population
La population de la ville s'élevait à 5 915 habitants en 2010.